# Harold (Nápravník)
Harold (v ruském originále Гарольд) je druhá opera českého skladatele a dirigenta Eduarda Nápravníka působícího v Petrohradu. Libreto napsal spisovatel a autor řady přeložených i původních libret Pjotr Vejnberg (Weinberg) podle hry německého básníka a dramatika Ernsta von Wildenbrucha (1845-1909). Premiéra se konala 23. listopadu 1886 (dle gregoriánského kalendáře 3. prosince 1886) v petrohradském Mariinském divadle. Opera byla přijata příznivě, nikoli však s takovým úspěchem jako skladatelovy předchozí Nižegorodci a následující Dubrovskij.

## Vznik a historie díla

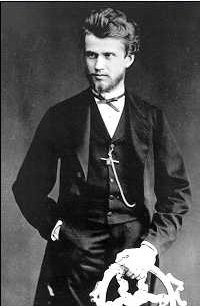
Eduard Nápravník

Skladatel českého původu Eduard (Francevič) Nápravník působil od roku 1861 v Rusku a od roku 1869 byl prvním kapelníkem v carském Mariinském divadle, kde uvedl roku 1868 úspěšně své Nižegorodce. V té době uvedl řadu klasických děl ruské operní literatury, vlastní práci ale opět až o osmnáct let později, roku 1886. Oproti Nižegorodcům, kteří se snažili námětem i hudebním zpracováním co nejblíže přiblížit ruské tradici, zvolil Nápravník pro tuto operu nejen světové téma, ale i zahraniční hudební vzory, totiž zejména deklamační styl Richarda Wagnera, avšak s ozvuky velké opery meyerbeerovského typu.
Premiéra díla byla několikrát odkládána a provázely ji různé komplikace, poměrný neúspěch díla však Nápravník přisuzoval zejména libretu (je ostatně s podivem, že si vybral strohý a chmurný námět typu, který jiným ruským skladatelům vytýkal). Podle jeho zápisků: „Nepovedený výběr libreta, kterým jsem se zabýval po celou dobu práce na opeře až do jejího dokončení, měl na úspěch velký vliv. Takový byl názor mnoha kompetentních lidí. Opera byla v Petrohradě uvedena dvanáctkrát, pak byla ředitelstvím převedena do Moskvy, kde byla uvedena 15. listopadu 1888 a po dvanácti představeních přestala být na scénách obou těchto měst hrána. Je to další příklad z mnoha, kdy ani zdařilá hudba nezachrání operu od propadu při nezdařilém výběru libreta.“
Pro provinční ruská divadla mimo Petrohrad a Moskvu byl ostatně Harold příliš náročný a nepřevzala ho. Mimo Rusko byl Harold proveden téhož roku v Nápravníkově vlasti, v pražském Národním divadle v překladu Ladislava Dolanského (pouhá tři představení). Nápravník však přes pozvání do Prahy na premiéru nepřijel, nad čímž se podivoval i jeho přítel Čajkovskij, který jen o měsíc dříve zažil v Praze triumf. Již roku 1885 vydal Jurgensen v Moskvě klavírní výtah opery. Přestože se Harold na scéně do 20. století neudržel, v hudebním povědomí zůstaly některé melodie, zejména Adélina ukolébavka Uspokojsja, dorogoj (Успокойся, дорогой).

## Osoby
- Eduard III. Vyznavač, král anglický, baryton
- Gita, vdova po hraběti Godwinovi, mezzosoprán
- Harold, syn Godwina, hrabě Východní Anglie, tenor
- Wulfnot, jeho dvanáctiletý bratr, dětská role
- Vilém Dobyvatel, vévoda normanský, bas
- Adéla, jeho dcera, soprán
- Hrabě Morkar, velmož anglosaský, bas
- Hrabě Didier, normanský šlechtic, baryton
- Hrabě Odo, normanský šlechtic, tenor
- Hrabě Radulf, normanský šlechtic, bas
- Normanský senešal, bas
- Robert de Jumièges, arcibiskup canterburský, tenor
- Stigand, biskup winchesterský, bas
- Ordgar, měšťan doverský, bas
- Alice, společnice Adély, soprán
- Leonora, společnice Adély, alt
- Normanský hlasatel, tenor
- Normanský posel, tenor
- Adélin panoš, baryton
- Anglický posel, tenor
- Sluha, měšťané doverští a londýnští, anglosaští a normanští rytíři, dámy, mnichové, sluhové, stráže

## Děj opery
(Incipity zpěvních čísel podle překladu L. Dolanského.)

### 1. dějství
(Veliká síň na zámku Godwinově v Doveru) Hraběnka Gita v přítomnosti biskupa Stiganda oplakává svého zesnulého manžela Godwina a stěžuje si na krále Eduardam který zapomněl, že Godwinovi vděčí za trůn, a obklopuje se Normany. Stigand ji utěšuje myšlenkou na hraběnčiny syny, udatného Harolda a mladého Wulfnota. Gitin příbuzný hrabě Morkar jí oznamuje, že její hrad navštíví král; s obavami pozoruje přítomnost Stiganda, jejž král pokládá za buřiče. Nyní přichází rovněž Harold. Morkar dále doplňuje, že Eduard na doverský hrad pozval normanského vévodu Viléma, aby mu udělil léno na anglická panství v Normandii. Gita i Harold jsou pohoršeni: král jim přísahal, že do Godwinova panství nevkročí žádný Norman (kvartet Ke starým hříchům křivda nová).
Venku se strhne rozruch; do síně jsou vpuštěni zástupci doverských měšťanů v čele s Odrgarem (sbor Buď zdráv, náš chrabrý vůdce). Stěžují si, že do Doveru dorazili Normané vedení hrabětem Didierem a povraždili na třicet Doveřanů. Přes varování Morkara je Harold ochoten bránit své poddané i proti králi, čímž si vyslouží pochvalu své matky (árie Ó slyším já a duše jásá). Přichází král Eduard provázený družinou Normanů s hrabětem Didierem, místo kárání viníků však hodlá ztrestat Doverské za urážku své osoby. Harold se mu vzepře a navíc odmítne vpustit do svého hradu vévodu Viléma; v rozepři Eduarda urazí a ten, popuzován Normany, jej zbaví majetku a prohlásí psancem. Gita následuje Harolda do vyhnanství, na Didierovu radu si však král ponechává Wulfnota jako rukojmí.

### 2. dějství
(1. obraz — Sad v Rouenu) Průvod dcery vévody Viléma Adély opěvuje jarní přírodu (sbor V půvabném májovém jitru), princezna ale cítí nevysvětlitelnou melancholii (árie Jaká to tíseň vnitro svírá). Na radu společnic se chystá na zahnat tyto myšlenky loveckou výpravou (ansámbl Na kůň již! A v lesy, háje!). Na odchodu se radostně setkává se svým otcem navracejícím se z Anglie (duet Tys naděj má, tys hvězda čirá). Vilém jí vypravuje vítanou novinku: král Eduard mu pod přísahou slíbil, že se po jeho smrti stane dědicem anglického trůnu. Rytíři provolávají Vilémovi slávu (sbor Ať žije Vilém náš). Vévoda dále předvádí Wulfnota, kterého Eduard přenechal jeho „ostražité péči“. Adéla ihned cítí k nešťastnému dítěti sympatii a vyprosí si, aby jí otec přenechal hocha k opatrování. V tom přichází zpráva, že vyhnaný Harold sebral ve Flandrech vojsko a táhne zpět do Anglie. Vilém je nucen se ihned vrátit do boje.
(2. obraz — Komnata v královském hradě v Londýně) Arcibiskupovi Robertu de Jumièges se podaří slabého Eduarda přesvědčit, aby podepsal rozsudek smrti nad třiceti doverskými měšťany. Sotva arcibiskup odejde, zmocňují se krále tísnivé pochyby (árie Ó Bože můj, tvá milost vzplála znovu... Slyš! Zvonů příšerné lkání). Vchází biskup Stigand a krále mučeného výčitkami snadno přesvědčí, aby změnil stranu a dal otevřít brány Londýna Haroldovu vojsku.
(3. obraz — Prostranný dvůr před královským hradem) Lid svolaný biskupem Stigandem protestuje proti chystané popravě (sbor Ne, ne, vykonat nesmí kat dnes). Arcibiskup de Jumièges a hrabě Didier naopak chtějí exekuci uspíšit a připojit k odsouzeným i Stiganda, kterého ale bere Eduard v ochranu. Do Londýna vjíždí Harold vítaný obyvatelstvem (sbor Buď sláva Haroldu, sláva i česť). K nemilému překvapení shromážděných se Harold neujímá moci, nýbrž se pddává Eduardovi. Ten vítá jej i hraběnku Gitu, musí však přiznat, že Wulfnota přenechal Vilémovi. Harold se rozhoduje svého bratra vyzvednout; jako znamení pro Normany, že jedná jako královský posel, mu Eduard předává medailon s podobiznou Vilémovy dcery Adély. Harold je podobou ihned uchvácen (árie Jaké to čelo, jaký ret). Gita synovo zaujetí sleduje se znepokojením. Harold odchází do Normandie (finále Zas všechna moje naděj mizí).

### 3. dějství
(1. obraz — Hustý divoký les v Normandii) Hrabata Didier, Radulf a Odo se chystají přepadnout Harolda, který se bez doprovodu ubírá k Vilémovi (trio Zde k tomu příhodný les). Na stejné místo ale přichází Adélina lovecká družina včetně Wulfnota. Společnice Adélu upozorní na ozbrojené rytíře; jejich úmysly se stanou zřejmé, když se objeví Harold. Adéla jej zdrží a chrání až do příchodu vévody Viléma. Vilém zve Harolda na svůj hrad k turnaji.
(2. obraz — Skvostná síň na hradě Vilémově) Adéla tráví čas s Wulfnotem; je dojata náklonností, kterou si u něho získala, současně ale musí myslet na jeho staršího bratra Harolda. Ten se právě blíží, a když zaslechne, jaké city k němu Adéla chová, vyzná i on jí lásku (duet Tvá slova nebeské jak zvuky). Poté odchází zúčastnit se turnaje. Vévoda Vilém si hostova okouzlení Adélou všiml a hodlá je využít (arioso Přijď sám mi osud na pomoc). Harold se brzy vrací z turnaje (slavnostní průvod se sborem Sláva buď vítězi z daleké země). Adéla jej věnčí vavřínem, Harold se pak osmělí požádat Viléma o ruku jeho dcery. Ten svoluje, odpřisáhne-li mu nápadník, že mu pomůže dosáhnout všeho, co mu anglický král slíbil. Harold se domnívá, že se jedná jen o normanská léna, a až po slavnostní přísaze do rukou arcibiskupa de Jumièges se dozvídá, že Eduard slíbil Vilémovi nástupnictví na anglický trůn. Zatímco Vilémův dvůr jásá, podvedený Harold jej proklíná, podaří se mu však prozatím uprchnout.
Vilém nařídil odebrat Wulfnota Adéle. Ta nešťastná bloudí hradem, a když potká pronásledovaného Harolda, pomůže mu utéci (árie a scéna Ó Hospodine, shlédni na můj žal).

### 4. dějství
(Prostranná síň v královském zámku v Londýně) Eduarda o samotě trápí svědomí (monolog Ó Bože můj, jak strašná tíseň svírá). Vtrhne k němu Harold: sám přeplul moře a dostal se zpět do Londýna a nyní vyčítá Eduardovi jeho slib Normanům. Král, který cítí blížící se smrt, k sobě svolává velmože. První ale přichází hraběnka Gita, která chce po Haroldovi Wulfnota. Když zjistí, že jej zanechal v Normandii a navíc jí nechce odevzdat medailon s podobiznou Adély (která je pro Gitu „lstivou zmijí“), nesmírně se na něj rozzlobí.
Eduard před shromážděním anglosaských předáků předává vládu Haroldovi (ansámbl Již spadlo břímě těžkých pout). Ale část velmožů v čele s hrabětem Morkarem není s tímto rozhodnutím spokojena a váže svůj hold na to, že Harolda uzná za krále i jeho matka. Ta však odmítne. V nastalém zmatku král Eduard umírá; vzápětí dorazí zpráva o vylodění normanského vojska u Hastingsu. Harold vede anglické vojsko do boje (árie a sbor Vzhůru v boj, ve hrozný zápas, bratři).

### 5. dějství
(1. obraz — Temné sklepení) Adéla se v nejvyšším rozčilení snaží dostat do cely, v níž je držen Wulfnot. Na její zoufalé naléhání jí nakonec senešal povolí vstup, Wulfnot je však mrtev. Adéla zešílí a má vidění Harolda, kterak je zabit v bitvě. Zpívá mrtvému Wulfnotovi i Haroldovi ukolébavku (Zapuď, hochu, strasti své) a v očekávání nadzemského setkání s Haroldem umírá.
(2. obraz — Bojiště u Hastingsu po bitvě právě skončené) Gita s biskupem Stigandem a vůdcem Doverských Ordgarem hledá Haroldovu mrtvolu. Když ji najdou a chtějí ji pohřbít, Vilém jim to zakazuje: jedná se přece o zrádce svaté přísahy. Tu mu senešal přináší zprávu o smrti Adély, která zemřela s Haroldovým jménem na rtech. Zdrcený Vilém vydává Gitě jejího syna k církevnímu pohřbu (závěrečný sbor Requiem aeternam dona eis Domine).